# Isar Aerospace
Isar Aerospace GmbH är ett tyskt företag startat 2018 i München som utvecklar raketer och raketmotorer.
Företaget har ett svenskt dotterbolag, Isar Aerospace AB, med kontor i Kiruna som bland annat driver en testanläggning för raketmotorutveckling på Esrange rymdbas i norra Sverige. 
I juli 2021 har Isar Aerospace samlat in totalt 140 miljoner € (1,5 miljarder kr) i ett antal investeringsrundor och är där med det mest välfinansierade raketstartupen i EU. 
I januari 2022 vann Isar Aerospace ett pris för att främja den europeiska raketindustrin på 10 miljoner € arrangerat av den europeiska kommissionen 
Företaget gjorde sin första uppskjutning av sin Spectrum-raket från Andøya Space Center den 30 mars 2025.